# Missioni con equipaggio su Marte

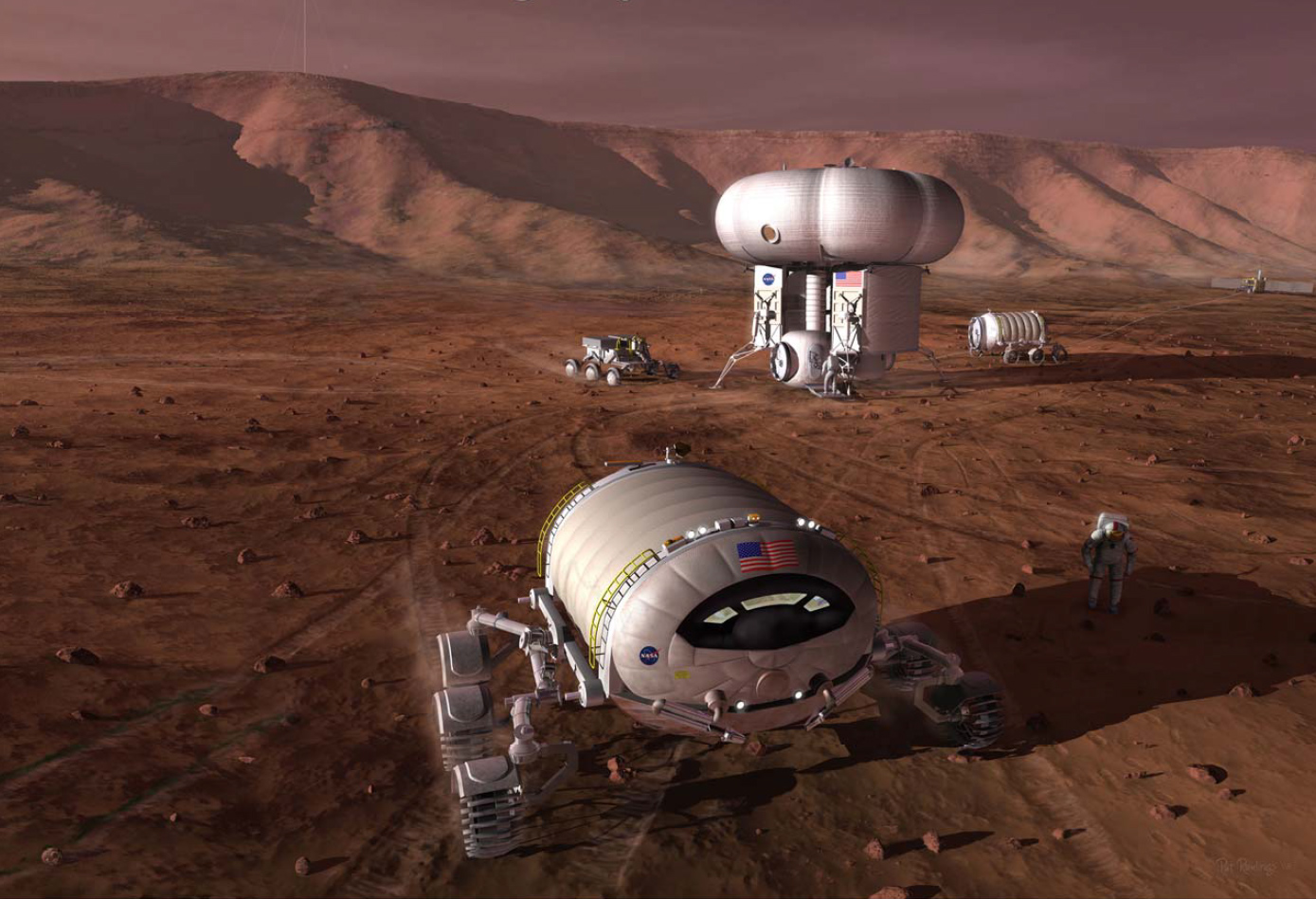
Esempi di mezzi necessari per una missione su Marte: veicolo pressurizzato, habitat e navetta per il ritorno(fonte NASA).

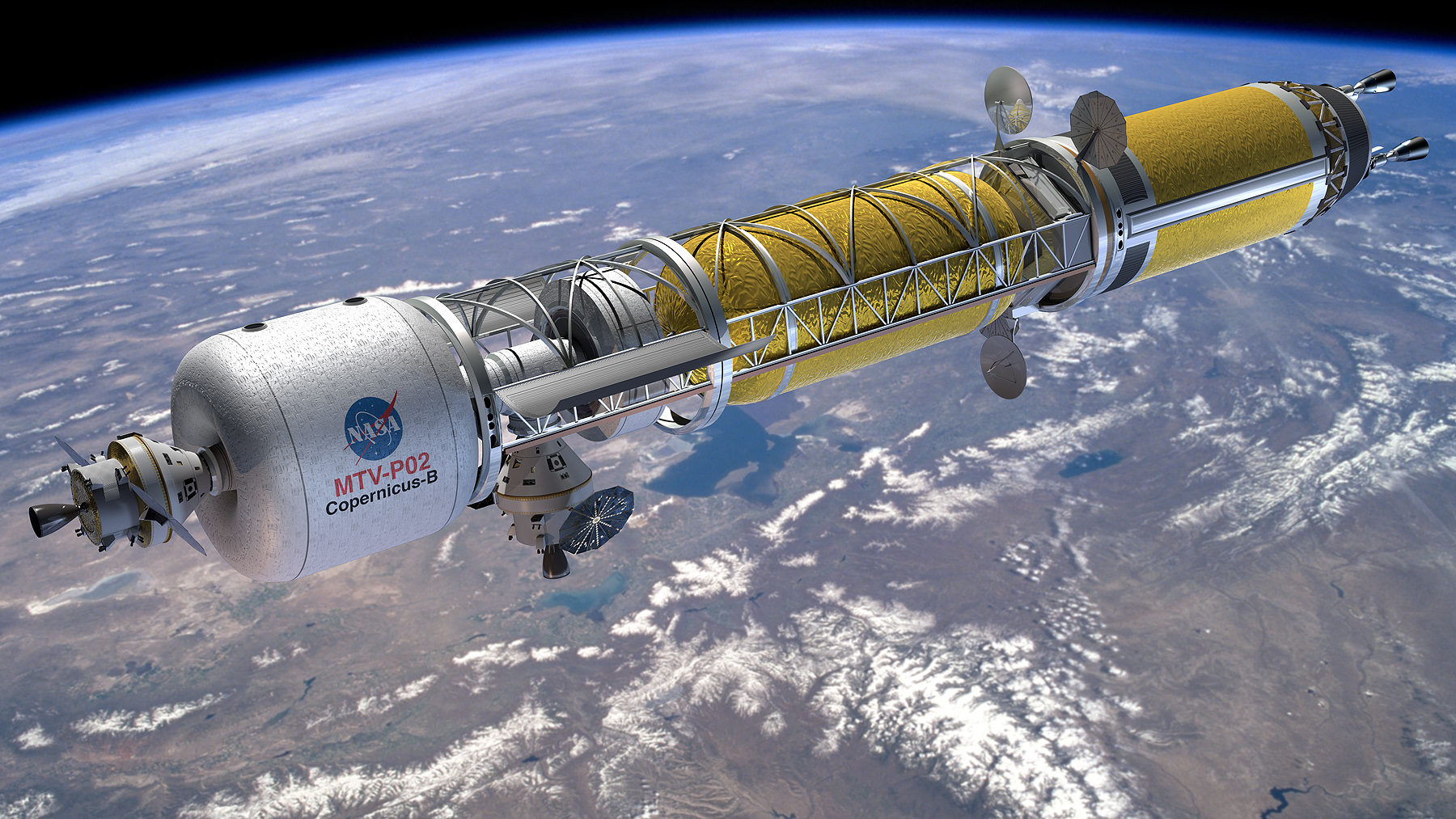
Esempio di vascello spaziale per dirigersi verso Marte (fonte NASA, 2009).

La realizzazione di una missione spaziale umana su Marte è uno degli obiettivi a lungo termine fissati dall'astronautica fin dal suo inizio. Ritenuta inizialmente un tema della fantascienza, è diventata per alcuni scienziati, in seguito allo sbarco dell'uomo sulla Luna avvenuto nel 1969, la prossima fase dell'esplorazione dello spazio. Tuttavia il successo di questo progetto richiede risorse finanziarie molto al di sopra di quelle del programma Apollo, che si era realizzato in presenza di una combinazione particolarmente favorevole di circostanze: la guerra fredda e la ripresa economica.
Il volo con equipaggio su Marte è una sfida tecnica e umana di dimensioni incomparabili rispetto a quella che si è affrontata per il volo verso la Luna. Infatti entrano in gioco dei fattori quali la dimensione di una nave spaziale destinata alla spedizione, il sistema di supporto vitale a circuito chiuso destinato a funzionare per almeno 900 giorni e la garanzia di una prolungata affidabilità. Inoltre vanno presi in considerazione anche i problemi psicologici di un equipaggio confinato in un piccolo spazio in un ambiente stressante, i problemi fisiologici derivanti dall'assenza di gravità per periodi prolungati e l'effetto delle radiazioni sul corpo umano.

## Obiettivi di una missione con equipaggio verso Marte

### Marte come obiettivo privilegiato dell'esplorazione spaziale

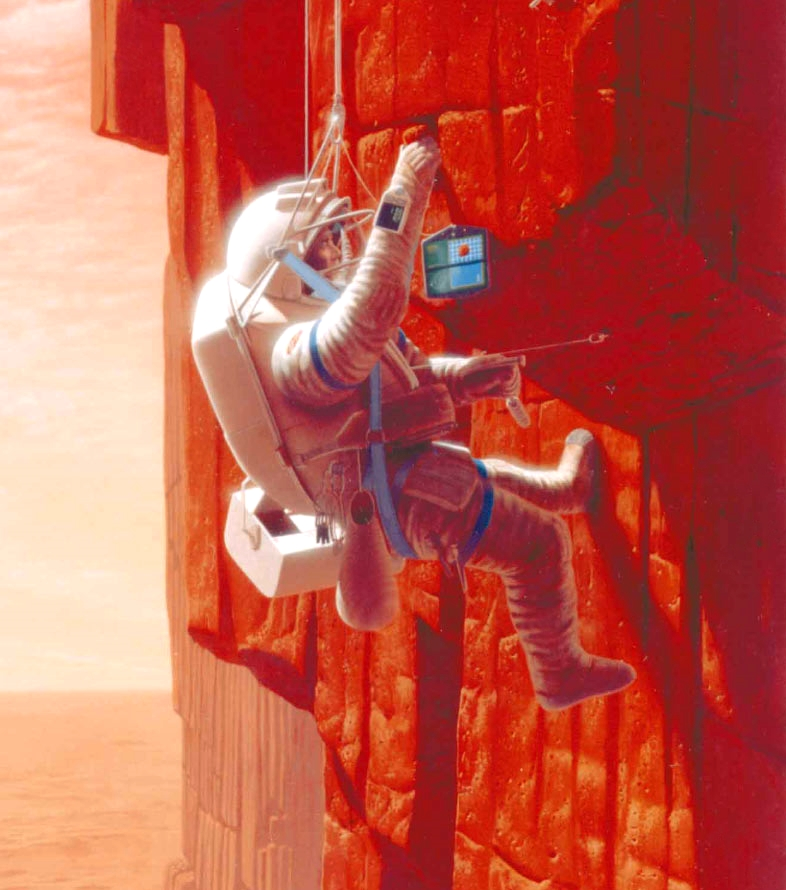
Immagine simulata di una prospezione geologica in un canyon marziano

Nel campo dell'esplorazione dello spazio, Marte occupa un posto speciale tra i pianeti del sistema solare. Anche se possiede un raggio la metà di quello terrestre ed è più lontano dal Sole rispetto alla Terra, per cui l'intensità dei raggi solari è la metà di quella sulla Terra, Marte è il pianeta le cui caratteristiche sono più vicine al nostro. La conseguenza è che la probabilità di scoprirvi forme di vita passate o presenti è la più alta nel sistema solare (a questo riguardo bisogna però evidenziare che una ricerca pubblicata nel settembre 2020 ha indicato la rilevazione di fosfina (PH3) nell'atmosfera di Venere che potrebbe indicare la presenza di vita nell'atmosfera di quel pianeta). Marte oggi è un pianeta freddo, asciutto e quasi privo di atmosfera, ma in un lontano passato era caldo e l'acqua scorreva sulla sua superficie. Più lontano dalla Terra rispetto a Venere, ciononostante è ad una distanza che permette, con le tecnologie a nostra disposizione, a un veicolo spaziale di raggiungerlo con un volo di una durata tra i 6 e i 9 mesi grazie ad una traiettoria a massimo risparmio di propellente. L'acqua non scorre più in superficie, ma è abbondante nelle calotte polari e nelle zone ombreggiate dei crateri, anche a latitudini molto basse. Ossigeno, azoto, idrogeno, carbonio, i principali elementi chimici necessari per l'installazione di una colonia, sono presenti sia nell'atmosfera sia nel suolo del pianeta.

### La necessità dell'apporto umano nell'esplorazione di Marte
Oltre quaranta veicoli spaziali orbiter, lander e Rover sono stati inviati su Marte dall'inizio degli anni '60. Dopo una pausa di quasi 15 anni, dal 1996 si è iniziato a inviare un nuovo veicolo spaziale ad ogni apertura della finestra di lancio per Marte, ovvero ogni 26 mesi. Grazie a questo afflusso di veicoli dotati di strumenti scientifici sempre più sofisticati e adattabili si sono raccolti molti dati scientifici e fatte molte scoperte. Nonostante i progressi nel campo dell'elettronica e dell'informatica utilizzati da questi dispositivi robotici, l'invio di un equipaggio sul suolo marziano presenta diversi vantaggi importanti :
- La comprensione del contesto geologico: la presenza umana consentirebbe una rapida identificazione visiva del contesto geologico, la determinazione delle similitudini e delle differenze tra le rocce, la manipolazione delle rocce per determinare il loro tipo e le loro caratteristiche.
- La selezione di campioni di rocce e del suolo: la determinazione dei campioni più rilevanti nel contesto, i contatti tra il campione e il suo contesto geologico, l'identificazione dei campioni di eccezionale valore scientifico.
- La migliore analisi dei campioni raccolti utilizzando gli strumenti: gestione dei campioni, adattamento delle procedure di analisi con l'utilizzo dei risultati delle analisi per la successiva raccolta di campioni.
- L'utilizzo di robot a distanza. I rover su Marte sono stati fino ad ora diretti dalla Terra con le grosse limitazioni introdotte dal ritardo tra l'ordine del comando e la sua esecuzione (da 10 a 20 minuti) a causa dalla distanza tra Terra e Marte. Per esempio il ritardo sul comando da Terra dello sterzo dei robot sul suolo marziano riduce la loro produttività di dieci volte.

### Gli obiettivi di una missione spaziale con equipaggio umano verso Marte
La volontà di raggiungere straordinari obiettivi scientifici è stata la prima motivazione avanzata per giustificare l'invio di astronauti sul suolo marziano. La designazione di questi obiettivi dipende dai mezzi che saranno concessi agli equipaggi: il numero e la durata delle uscite extraveicolari, la capacità di trasporto dei veicoli, le apparecchiature di analisi disponibili sul sito, gli strumenti di misura (stazioni meteorologiche, ecc...), la capacità di penetrare il terreno con dei trapani, l'energia disponibile e generabile sul posto, il coinvolgimento di rover robotici. Sarà data priorità alla ricerca che non può essere condotta dai robot come è stato fatto fino ad oggi.
Tre aree scientifiche sono interessate:
- L'astrobiologia che consiste nell'indagare sulla presenza di vita passata o presente per studiare le sue caratteristiche, indagine che passa attraverso la ricerca della presenza di acqua.
- La geologia che consiste nello studiare la geologia e la geofisica del pianeta per capire meglio la sua genesi, il suo clima con i suoi cambiamenti, con un impatto sulla nostra comprensione della formazione e dell'evoluzione della Terra.
- Le scienze atmosferiche che consistono nel misurare temperatura, pressione dell'atmosfera di Marte e le sue variazioni stagionali utilizzando stazioni meteorologiche secondarie.

Tuttavia, dato l'enorme costo di una missione su Marte, è molto probabile che le motivazioni politiche e sociali avranno un ruolo ancora più grande rispetto agli obiettivi scientifici nella decisione di lanciare il progetto. Infatti il programma Apollo, l'unico programma spaziale di questa portata, era stato lanciato per contrastare l'influenza e il prestigio dell'Unione Sovietica che, tra la fine degli anni '50 e l'inizio degli anni '60, aveva surclassato gli Stati Uniti nei viaggi spaziali in un contesto di guerra fredda tra i due paesi.

## Complessità di una missione su Marte
L'invio di un equipaggio sulla superficie di un altro pianeta è un'impresa la cui complessità è ben illustrata dai circa 25 miliardi di dollari dell'epoca (160 miliardi di dollari odierni) di costo del programma Apollo degli anni '60, impresa che rimane l'unico tentativo riuscito fatto in questo campo. Tuttavia da allora, mentre i progressi tecnici nel campo dell'elettronica sono stati enormi, non altrettanto lo sono stati quelli nel campo della propulsione spaziale. Nessun particolare passo avanti è stato compiuto nel campo della propulsione spaziale e ciò è dimostrato dall'applicazione di motori sviluppati negli anni '60 su lanciatori usati recentemente. Per questi e per altri motivi l'invio di uomini su Marte è un obiettivo molto più complicato dell'atterraggio di un equipaggio sulla Luna.

## Le diverse fasi di una missione su Marte
Lo svolgimento di una missione umana su Marte comprenderebbe le seguenti fasi:
1) La singola nave o più navi sarebbero lanciate in un'orbita terrestre bassa. Una sosta in un'orbita terrestre bassa avrebbe lo scopo di prepararsi per il momento giusto per una traiettoria ottimale verso Marte ed eventualmente lo scopo di assemblare le navi stesse qualora fossero state lanciate in parti separate per motivi legati alla capacità dei lanciatori;
2) la nave verrebbe indirizzata a una traiettoria verso Marte: con una breve accensione dei motori, per allontanarsi dalla gravità della Terra sarebbe necessaria solo una velocità di 3,82 km/s: 3,22 km/s per raggiungere la velocità di fuga e ulteriori 0,6 km/s per raggiungere il punto di trasferimento o di non ritorno tra la Terra e Marte;
3) il viaggio Terra Marte continuerebbe per l'inerzia acquisita e le correzioni di direzione eventualmente necessarie consumerebbero solo una limitata quantità di combustibile.
A seconda che si volesse ottimizzare o meno la durata del viaggio, questa potrebbe variare da un minimo di 80 giorni a un massimo di 260 giorni;
4) la nave entrerebbe in un'orbita marziana bassa decelerando di 2,3 km/s. In molti scenari la nave da utilizzare per il ritorno sulla Terra rimarebbe in orbita e l'equipaggio utilizzerebbe un'altra nave per scendere su Marte;
5) affinché la nave atterri su Marte è necessario ridurre la velocità da 4,1 km/s a 0, se possibile, utilizzando solo tecniche passive che sfruttano la presenza di atmosfera marziana (resistenza aerodinamica, paracadute di frenata) per non dover portare carburante a questo scopo. Il modulo lunare Apollo che è dovuto atterrare sulla Luna con l'ausilio di razzi proprio per l'assenza di una atmosfera aveva speso il 50% della sua massa (8 di 16 tonnellate) di carburante per decelerare solo di 1,6 km/s;
6) l'equipaggio rimarrebbe su Marte da 30 a 550 giorni a seconda degli scenari;
7) l'equipaggio lascerebbe il suolo marziano con un veicolo che deve raggiungere una velocità di 4,1 km/s per giungere in orbita bassa;
8) Sempre a seconda dello scenario, l'equipaggio verrebbe trasbordato sulla nave per il ritorno che accelererebbe almeno a 2,3 km/s per raggiungere l'orbita della Terra;
9) il viaggio di ritorno durerebbe da 180 a 430 giorni a seconda degli scenari e terminerebbe con il rientro in un'orbita terrestre bassa;

## Missioni proposte
La prima idea di inviare un equipaggio umano su Marte risale al 1948 ad opera di un ingegnere missilistico tedesco, Wernher von Braun, con una missione con 10 astronavi e un equipaggio di 70 persone. A quei tempi però la conoscenza di Marte era molto approssimativa e negli anni successivi, grazie all'esplorazione robotica, si sono conosciuti meglio i rischi e le opportunità di una missione umana.
Negli anni 1990 Robert Zubrin propose Mars Direct, una missione leggera con solo 4 astronauti che prevedeva lo sfruttamento di risorse in situ per la produzione di ossigeno e carburante per il viaggio di ritorno, nella fattispecie metano. Il progetto di Zubrin non venne finanziato, ma ne venne fuori un documento, Mars Design Reference Mission, che da allora viene aggiornato dalla NASA con le nuove scoperte scientifiche e le tecnologie che nel frattempo diventano attuali. Nel 2009 questo documento è arrivato alla versione 5.
Dal 2012 alcune aziende private hanno iniziato a pianificare le loro missioni umane su Marte, con l'idea di realizzarle indipendentemente o di proporre il progetto alla NASA come soluzione fattibile, eventualmente per il futuro; tra queste il progetto russo Mars Piloted Orbital Station, che prevede una stazione spaziale in orbita attorno a Marte accompagnata da sonde robotiche per uno studio preliminare su future missioni umane su Marte, in un'eventuale collaborazione russo-americana per l'esplorazione umana della superficie marziana.
Mars One propose un risparmio economico importante per le missioni su Marte eliminando il viaggio di ritorno, lasciando l'equipaggio sulla superficie per iniziare la colonizzazione sul pianeta; la società puntò sull'effetto mediatico per ottenere finanziamenti per realizzare la missione, ma fallì e chiuse i battenti nel 2018.
Inspiration Mars Foundation è una fondazione creata dal primo turista spaziale, Dennis Tito, per effettuare un sorvolo di Marte con equipaggio umano nel 2018, ma i finanziamenti necessari non sono stati raggiunti e la fondazione ha chiuso le attività.
Nel 2014 è stata la Boeing a occuparsi di uno studio per la fattibilità del viaggio verso Marte, progettando sistemi di supporto vitale che includessero un simulatore di gravità artificiale e una schermatura contro le radiazioni cosmiche galattiche. La NASA ha fornito il finanziamento e in caso non venga interrotto, il progetto potrà essere realizzato entro il 2030.
Un altro evento mediatico nel 2016 ha catalizzato l'attenzione di molti appassionati di tutto il mondo quando Elon Musk, fondatore di SpaceX, ha annunciato al congresso internazionale di astronautica l'intenzione di colonizzare Marte con un milione di persone in 40-100 anni. Annunci eclatanti a parte, Musk ha dettagliato un sistema di trasporto in fase di sviluppo della sua società in grado di portare 100 (o anche più) astronauti su Marte in solamente 80 giorni, contro i 180 previsti normalmente dalle missioni della NASA.
Nello stesso anno Lockheed Martin presenta Mars Base Camp, una stazione spaziale progettata per stare in orbita su Marte e fornire supporto per le spedizioni di equipaggio umano sulla superficie.

### Architettura della NASA

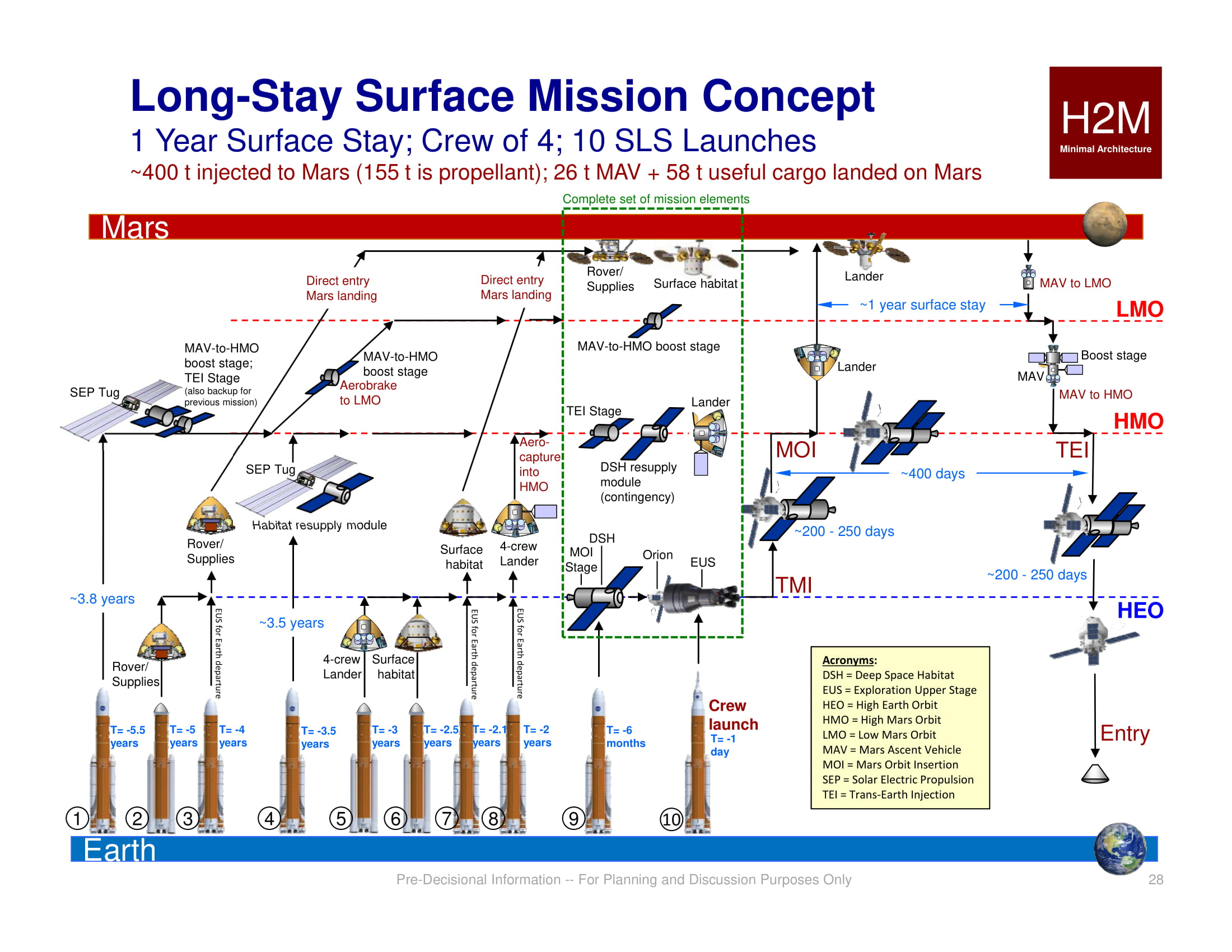
Architettura per una missione di lunga durata su Marte, che richiede ben 10 lanci SLS

La NASA è l'agenzia che di più negli anni ha investito nella pianificazione di una missione su Marte con equipaggio, senza mai però ottenere un finanziamento specifico per una tale missione. L'architettura delle missioni prevede delle missioni dimostrative prima di un atterraggio sul pianeta che comprendono un sorvolo di Marte e rientro sulla Terra, o una breve permanenza in orbita o una missione con atterraggio su Fobos. Il progetto prevede l'atterraggio su Fobos nel 2033 e su Marte nel 2037 e l'uso di veicoli non ancora pronti, anche se alcuni già in fase di sviluppo; per una missione di breve durata (un mese) sono previsti:
- la navicella Orion, per il trasporto di astronauti dalla Terra e tra vari mezzi di trasporto;
- il lanciatore Space Launch System, in fase di sviluppo, che deve essere pronto per il 2019 nella sua prima versione, per il 2021 con la versione EUS nel secondo stadio (e una capacità di 105 tonnellate), per il 2028 nella versione block 2, con i booster avanzati; saranno necessari 6 voli per portare equipaggio, mezzi e rifornimenti[6];
- una navicella a propulsione elettrica, SEP tug, più lenta ma potente, per il trasporto di carichi pesanti tra l'orbita della Terra e quella di Marte;
- un Deep Space Habitat, per il viaggio dell'equipaggio tra i due pianeti, non ancora in fase di sviluppo;
- un modulo propulsivo chimico per il trasporto dell'habitat;
- un lander con modulo di ascensione per atterrare e ripartire dalla superficie di Marte.